# Traugott Konstantin Oesterreich
Traugott Konstantin Oesterreich, Österreich (ur. 15 września 1880 w Szczecinie, zm. 28 lipca
1949 w Tybindze) – niemiecki filozof i psycholog.
Studiował matematykę, fizykę a następnie filozofię w Berlinie, z której uzyskał doktorat w 1905 na podstawie rozprawy o Kancie i metafizyce pod kierunkiem Friedricha Paulsena i Carla Stumpfa. Habilitował się z filozofii na Uniwersytecie w Tybindze, wykład habilitacyjny wygłosił 30 lipca 1910 r. Kariera uniwersytecka uczonego, który w latach 1916/17 został mianowany adiunktem, a w latach 1922/23 profesorem nadzwyczajnym filozofii i psychologii, została nagle przerwana w 1933, kiedy został zwolniony z urzędu na podstawie osławionej później "Ustawy o przywróceniu zawodowej służby cywilnej". Głównym powodem zwolnienia było małżeństwo z rosyjską Żydówką Marią Raich. Przywrócony do pracy został w 1945, został ostatecznie przeniesiony w stan spoczynku wbrew swojej woli z powodu podeszłego wieku w kwietniu 1947 roku.